# Петриковка
Петрико́вка (каз. Петриковка) — село у складі Сандиктауського району Акмолинської області Казахстану. Входить до складу Берліцького сільського округу.
Населення — 288 осіб (2021; 291 у 2009, 319 у 1999, 420 у 1989).
Національний склад станом на 1989 рік:
- чеченці — 100 %.